# Jan Geerits
Jan Geerits SDS (Bree, província de Limburg, Bélgica, 22 de março de 1958) é Administrador Apostólico Emérito das Comores.
Jan Geerits ingressou na comunidade salvatoriana e foi ordenado sacerdote em 3 de agosto de 1985. 
Papa Bento XVI nomeou-o em 1 de maio de 2006 Administrador Apostólico das Comores. Ele renunciou ao cargo em 1º de maio de 2010.